# Морган, Марк
Марк Морган — американский композитор, автор музыки к компьютерным играм, прежде всего, издателей Interplay и Activision, а также музыки к телевизионным сериалам и телевизионным шоу. Его работы преимущественно выдержаны в стиле дарк-эмбиент. Самыми известными его работами являются саундтреки к играм Fallout и Fallout 2, Descent II и Planescape: Torment. На ранних этапах своей карьеры он работал с музыкантами Чакой Хэн, Рикки Ли Джонс и Starship.

## Компьютерные игры
- Zork Nemesis (1995)
- Dark Seed II (1995)
- Shattered Steel (1996)
- Descent II (1996)
- Zork: Grand Inquisitor (1997)
- NetStorm: Islands At War (1997)
- Fallout (1997)
- Fallout 2 (1998)
- Planescape: Torment (1999)
- Giants: Citizen Kabuto (2000)
- Аллоды Онлайн (2009)
- Fallout: New Vegas (2010, использована музыка из Fallout и Fallout 2)
- Wasteland 2 (2013)
- Stasis (2015)
- Torment: Tides of Numenera (2016)
- Prey 2 (отменена)
- The Bard's Tale IV: Barrows Deep (2018)
- Wasteland 3 (2020)